# 아지트로마이신
아지트로마이신(azithromycin)은 수많은 병균 감염 치료에 사용되는 항생물질이다. 여기에는 중이염, 연쇄상 구균 인두염, 폐렴, 물갈이, 기타 특정 장염이 포함된다. 클라미디아, 임질 등 수많은 성병에 대해서도 사용할 수 있다. 다른 약물들과 함께 사용하여 말라리아를 대상으로 사용할 수도 있다. 하루 한 차례씩 구강이나 수액을 통해 복용할 수 있다.
일반적인 부작용으로는 구역질, 구토, 설사, 배탈이 포함된다. 과민증, QT 연장, 또 클로스트리듐 디피실에 의해 발병되는 설사가 발생할 수 있다. 임신 중 복용에 미치는 악영향은 발견된 바 없다. 모유 수유 중의 안전은 확인되지 않았으나 안전한 것으로 짐작된다. 아지트로마이신은 매크로라이드 항생 물질의 일종인 아잘라이드이다. 단백질 생성을 감소시켜서 병균 성장을 억제함으로써 동작한다.
아지트로마이신은 1980년에 처음 발견되었다. 의료제도에 필수적인 가장 효과적이고 안전한 의약품 목록인 세계 보건 기구 필수 의약품 목록에 등재되어 있다. 제네릭 의약품으로 판매되며 전 세계 수많은 상표명으로 판매되고 있다.
개발도상국의 도매가는 한 도스(dose) 당 대략 US$0.18 ~ US$2.98에 이른다. 미국에서는 2018년 기준으로 치료 목적으로 약 US$4에 이른다. 2016년, 미국에서 1500만 건 이상의 처방이 이루어질 정도로 49번째로 많이 처방을 받은 약물이었다.